# 耶稣历史性的来源

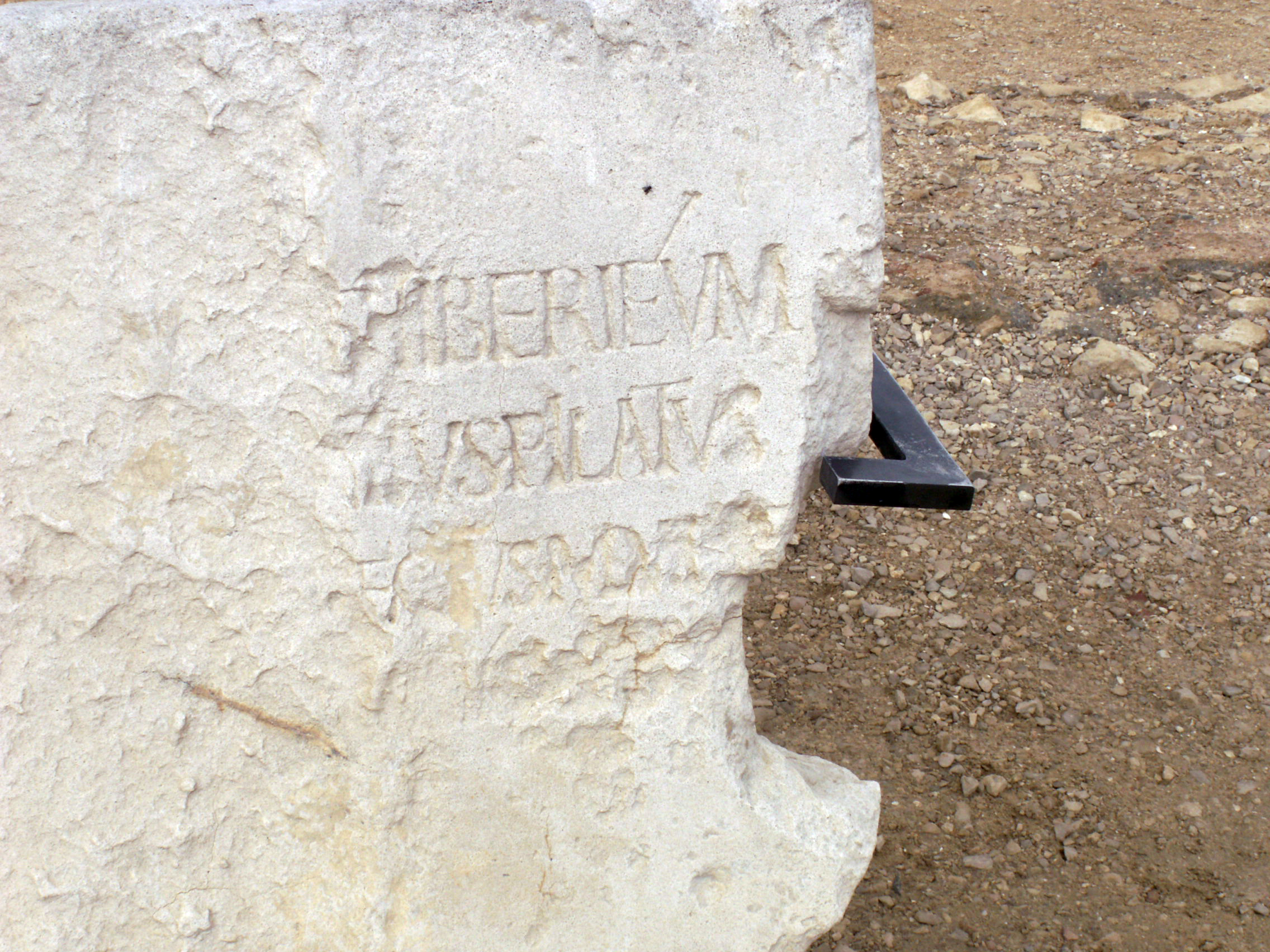
发现于凯撒利亚港的彼拉多之石，现藏于以色列国家博物馆

新約聖經等基督教文献包含了对耶稣的详细记载，但学者们对圣经中关于耶稣的特定事件的历史真实性有不同看法。学者们几乎普遍同意两个关于耶稣的记载为历史事件，即耶稣接受施洗者约翰的洗礼，并在一年或三年后被罗马总督本丟·彼拉多钉十字架。
非基督文献来源也被用于研究和建构耶稣的历史性，包括犹太文献，如弗拉维奥·约瑟夫斯，以及罗马来源，如塔西佗。这些来源与基督教文献（如保罗书信和对观福音）相比对。它们通常是相互独立的（例如犹太来源并不引用罗马来源），并且它们之间的相似性和差异性用于鉴证过程中。
回顾目前研究状况时，犹太学者阿米-吉尔·莱文（Amy-Jill Levine）表示：“没有任何一个耶稣形象能够说服所有人或大多数学者”，建构出的所有耶稣形象都受到部分学者的批评。

## 非基督教来源

### 关键来源

#### 历史学家约瑟夫斯

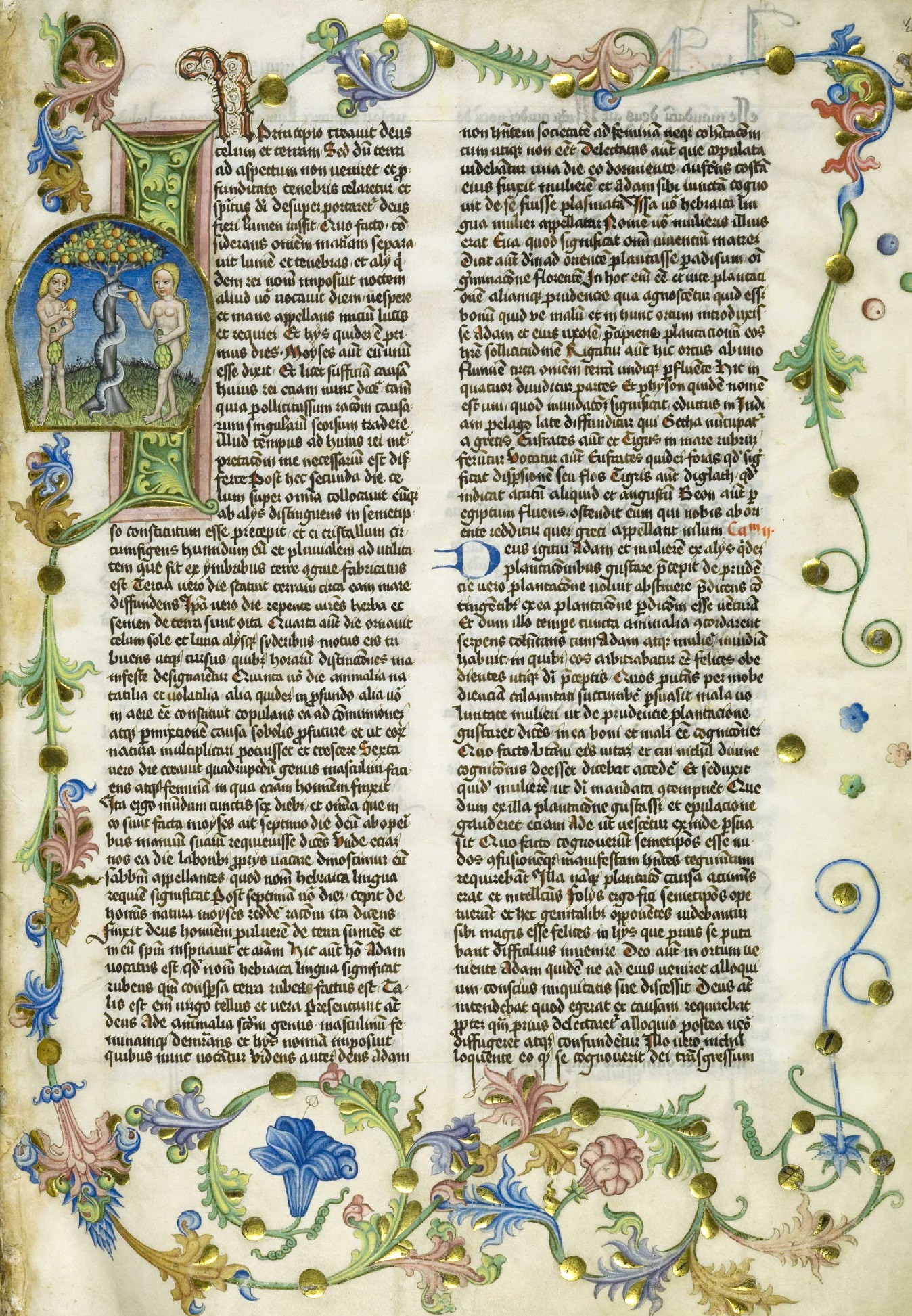
1466年版《犹太古史》 的一页。

一世纪罗马-犹太历史学家弗拉维奥·约瑟夫斯的著作提到了耶稣和基督教的起源。约瑟夫斯的《犹太古史》写于公元93-94年左右，其中在第18和20章中提到耶稣。
在这两个段落中，学者用第20章的“雅各段落”用来支持耶稣存在的历史性，用第18章的弗拉维斯·约瑟夫斯的证词段落证明耶稣被钉十字架。约瑟夫斯的“雅各段落”证明了耶稣是一个历史人物，同时代的人认为他是弥赛亚。根据巴特·叶尔曼，约瑟夫斯关于耶稣的段落被基督徒文士所篡改，这包括它提到耶稣为弥赛亚的说法。
用文本理论反对“雅各段落”真实性的观点认为，在约瑟夫斯的作品中，使用“Christos”一词似乎是不寻常的。 一种基于文献文本流动性的论点认为，由于《犹太古史》提到耶稣的地方先于提到施洗约翰的地方，因此，这可能是基督教篡改者内插的文本，有意将耶稣放在施洗约翰前。反对“雅各段落”真实性的另一个论据是，即使这个段落没有提到耶稣，它的文理也非常通顺。
这个段落讨论的是“耶稣的弟弟雅各”在耶路撒冷之死。虽然约瑟夫斯的作品用耶稣这个名字至少指代二十个不同的人，但在这个段落，作者明确指出这处的耶稣是“被称为基督”的人。路易斯·费尔德曼（Louis Feldman）表示，这个段落确实表明约瑟夫斯在这里指代的是耶稣。
现代学术几乎普遍承认《犹太古史》第20篇第9章第1节中的“基督耶稣的兄弟叫雅各”这句话是真实性，认为在约瑟夫斯提到基督教的地方中，这个地方的真实性最高。
约瑟夫斯的证词是《犹太古史》第18篇第3章第3节提到耶稣的一个段落，在这里，约瑟夫斯描述了耶稣在罗马当局手中被钉十字架。 学者对这里记载的彼拉多处决耶稣的真实性程度有不同看法。 普遍学术观点认为，虽然约瑟夫斯的证词很可能并非全然真实，但是人们普遍认为，它最初具有一个真实的核心，提到了彼拉多处决耶稣，然后被基督教删改。虽然基督教修订的确切性质和程度如何仍不清楚，但对于约瑟夫斯的原文是什么样这个问题存在着普遍共识。
在约瑟夫斯的其他作品中（例如二十年前写的《犹太战争》）找不到与《《犹太古史》这两个段落相应的文本。但是，一些学者对此作出解释，例如，认为《犹太古代》覆盖了更长的时间段，而《犹太战争》（约公元70年）和《犹太古史》（公元90年后）的写作之间有20年差距，在此之间，基督教已经在罗马变得越加重要，因此在《犹太古史》中得到重视。
在约瑟夫斯和新约关于雅各之死的记载之间存在一些差别。学者普遍认为这些变化表明了约瑟夫斯的段落并不是基督教内插的，因为基督教内插者更可能使这些记载符合基督教传统。罗伯特·艾森曼（Robert Eisenman）提供了许多早期基督文献来源，证实了约瑟夫斯的见证，即，雅各是耶稣的兄弟。

#### 历史学家塔西佗

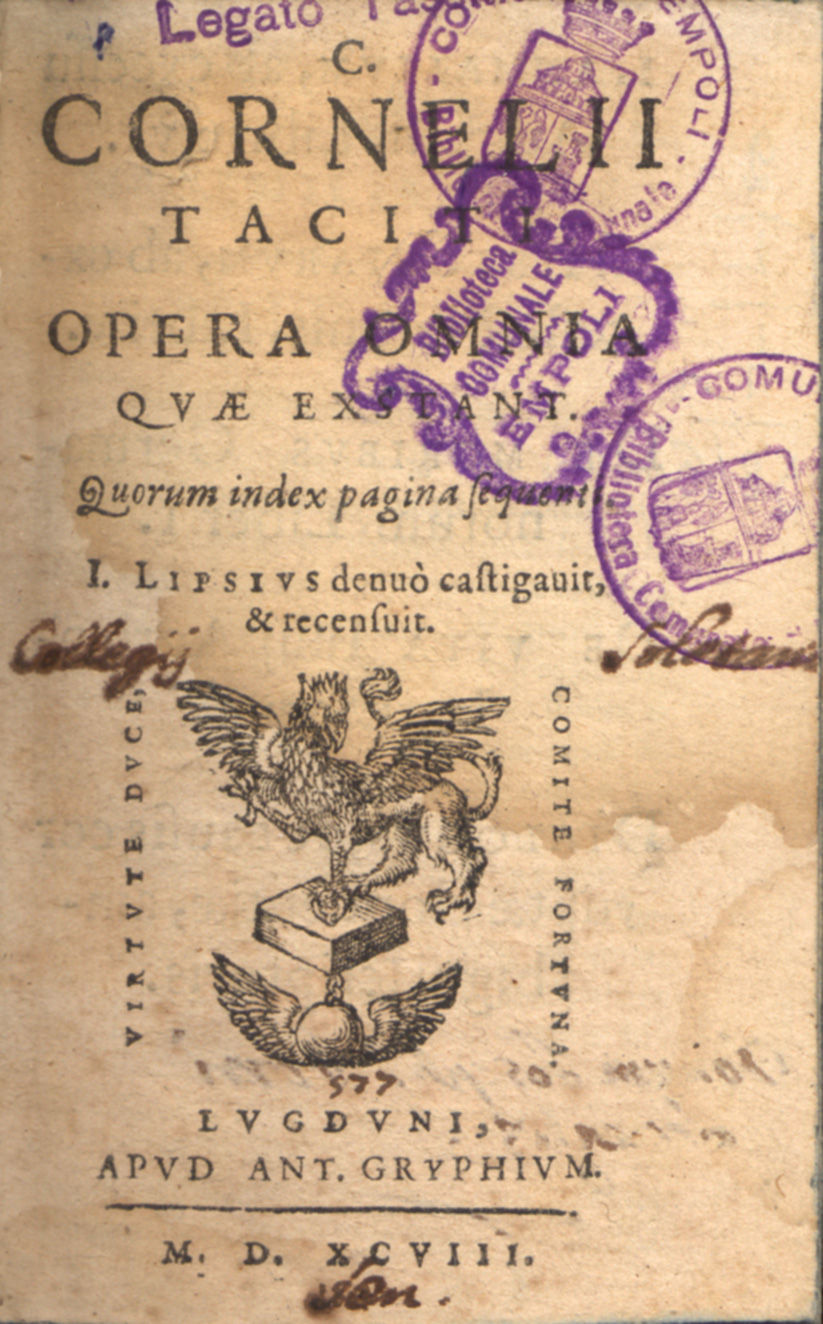
塔西佗作品1598版的题目页，收藏在意大利Empoli。

罗马历史学家和元老院议员塔西佗在他最后的作品《编年史》（约公元116年）第15篇44章中提到了基督，记载了他被彼拉多处决以及早期基督徒在罗马的状况。相关的段落是：“……平民称为他们为基督徒，名字来源于Christus。在罗马皇帝提贝里乌斯统治时期，Christus被检察官彼拉多处决，遭受到极端酷刑。”
学者们普遍认为，塔西佗关于耶稣被彼拉多处决的记载是真实的，作为一个早期基督教的独立罗马文献来源，它具有重要的历史价值，其记载的事情与其他历史文献一致。William L. Portier指出，塔西佗、约瑟夫斯的作品以及小普林尼给图拉真皇帝的信所记载的耶稣事件都是一致的，这再次肯定了三个文献的真实性。
塔西佗是一个爱国的罗马元老院议员，他的作品对基督徒没有任何同情。安德烈亚斯·科斯滕伯格和罗伯特·范·沃斯特分别指出，塔西佗在这个段落中对基督徒的态度非常消极，因此不可能由基督徒文士所编撰的，John P. Meier也同意这种说法。范·沃斯特认为，“在所有罗马作家中，塔西佗给了我们关于基督的最准确信息。”
新约学者約翰·克羅森认为这段话非常有力地确定了耶稣在历史中存在并被钉十字架的事实。他表示：“耶稣被钉十字架在历史中是确凿的，因为约瑟夫斯和塔西佗都至少在这个问题上和基督教的说法一致。”巴特·叶尔曼表示：“塔西佗的报告证实了我们从其他资料来源上得到的信息，即，在提贝里乌斯皇帝统治期间，耶稣被犹地亚的罗马统治者彼拉多处决。”艾迪和博伊德（Eddy and Boyd）表示，现在人们可以“坚定地肯定”，塔西佗提供了一个关于耶稣被钉十字架的非基督教证据。
虽然大多数学者认为塔西佗的记载是真实的，但一些学者却提出质疑，因为塔西佗在耶稣死亡25年后出生。
一些学者对这段文字的历史价值有争议，因为塔西佗没有透露他的信息来源。Gerd Theissen和Annette Merz认为，塔西佗那时参考的前人历史作品现在已经散失，而且他可能在这个案例中使用罗马档案的官方资料；然而，如果塔西佗从官方信息来源中得到信息，一些学者却发现他将彼拉多总督（prefect）的头衔错写为检察官（procurator）。Theissen和Merz认为，塔西佗描写了当时对基督教的普遍偏见，并且给出了“Christus”和基督教的精确细节，他的信息来源仍然不清楚。但是，Paul R. Eddy认为，鉴于塔西佗的立场是元老院议员，他也有可能获得当时的罗马官方文件，而不需要其他文献来源。
迈克尔·马丁（Michael Martin）指出，《编年史》这一段的真实性是有争议，理由是，塔西佗不会在真正的罗马文献中使用“弥赛亚”这个词。
Weaver指出，塔西佗谈到对基督徒的迫害，但在数百年中没有其他基督教作者谈到这次迫害。
Hotema指出，在15世纪之前，没有任何教父会引用这个段落，虽然这段文字可能对他们的作品非常有帮助；而且，这段文字提到罗马基督徒数量众多，而当时罗马基督教会实际上会很小。
理查德·托德（Richard Carrier）提出了这样的看法：“在Tiberius统治期间，Christus被检察官彼拉多处决”这一行是基督教插补的，而塔西佗写的是Chrestians，并不是基督徒。
在塔西佗这个段落中，学者们还讨论了这是否只是道听途说的信息而已。查尔斯·吉尼伯特（Charles Guignebert）认为，“如果（塔西佗只是单纯复制基督徒的说法）是可能的话，那么，这段文字毫无价值。”R. T. France表示，塔西佗的段落最多只是重复从基督徒那里听来的话。然而，保罗·埃迪（Paul R. Eddy）指出，作为罗马杰出的历史学家，塔西佗一般以审查自己的信息来源而闻名，而不习惯记载闲话。塔西佗是十五司祭長老會的成员，这是一个祭司委员会，其职责是监控罗马的外来邪教，正如范·沃斯特指出的那样，这可以合理地假定他通过与基督教团体接触而获得了基督教起源的知识。

### 相关来源

#### 马拉·巴·谢拉皮翁的家书
马拉（Sarapion之子）是来自罗马叙利亚省的斯多葛哲学家。在公元73年到公元3世纪之间，马拉给他的儿子（也称为Sarapion）写了一封信，其中可能提及耶稣被钉十字架的非基督教记载。
这封信提到了历史对“三个智者”的不公正对待：苏格拉底被毒死，毕达哥拉斯被烧死，以及犹太“智慧之王”被处死。作者解释说，在这三个案例中，人们的错误做法导致了上帝在未来对对他们的惩罚。当智者被压迫时，他们的智慧不仅最终胜利了，而且上帝也惩罚他们的压迫者。
这封信没有任何基督教的主题，作者被推定为异教徒。有些学者认为，这里提及犹太人的“智慧之王”被处决指的是耶稣，这是非基督教人士对耶稣的提及。支持这封信的来源是非基督这一事实的标准包括：“犹太的王”并不是个基督教的头衔，并且信的前提认为，耶稣是因为他教导的智慧而永生，这与基督教认为耶稣是真实复活的概念形成对比。
诸如罗伯特·范·沃斯特这样的学者毫不怀疑这封信提到“犹太之王”的处决说的是耶稣的死。而其他如Craig A. Evans的学者认为，该信没有什么历史价值，主要是考虑到其日期不确切，提及耶稣时充满模糊性。

#### 苏维托尼乌斯的《罗马十二帝王传》

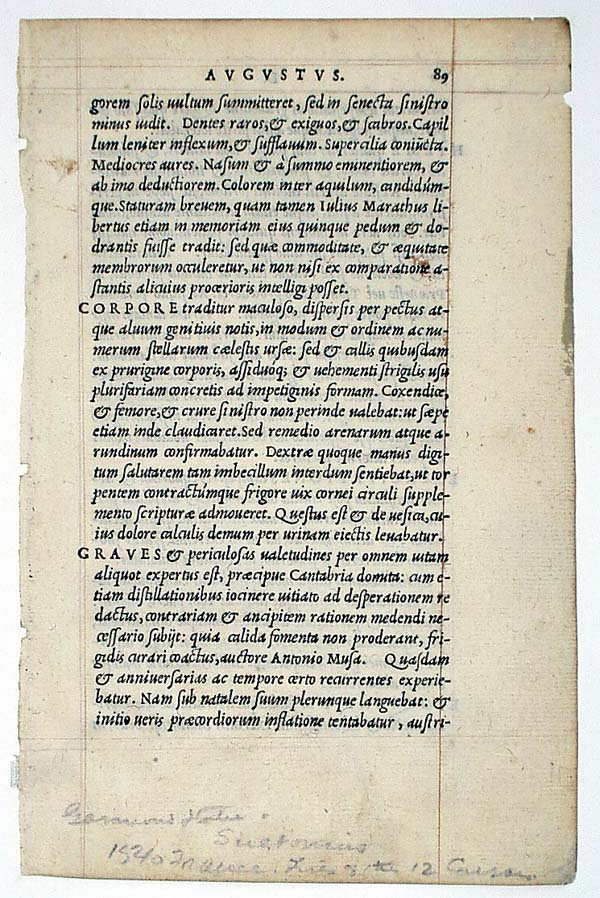
1540年版《罗马十二帝王传》

罗马历史学家苏维托尼乌斯在早期作品《罗马十二帝王传》中提到早期基督教和他们的领袖。这个文献出现在书中的克劳狄一世 25和尼禄 16中，分别描述写了罗马皇帝克劳狄一世和他的繼任人尼禄的生活。尼禄16，提到尼禄虐待和惩罚基督徒——这通常认为发生在公元64年左右。这段文字显示了苏维托尼乌斯对基督徒的明显蔑视，这和塔西佗和小普林尼在他们作品中所表达的蔑视一样，但这里并没有提及到耶稣。
在克劳狄一世25开始的段落中可能提到了耶稣，但学者对此有争议。在克劳狄一世 25中， 苏维托尼乌斯提到了克劳狄一世皇帝以及罗马国家驱逐犹太人：
“由于犹太人在Chrestus的唆使下不断扰乱，他[克劳狄一世]将他们从罗马赶出。”
克劳狄一世 25中提到犹太社区的动荡，导致克劳狄一世将一些犹太人驱逐出罗马，这可能是使徒行传（18：2）中提到的事件。大多数历史学家将这个驱逐日期确定在公元49-50左右。苏维托尼乌斯提到基督徒的领袖是Chrestus，这也是塔西佗使用的词语，在拉丁语中是“Christus”的一个版本。然而，苏维托尼乌斯使用的措辞暗示Chrestus在扰乱时还活着，并在罗马教唆犹太人。这削弱了此文献的整体历史价值，因此学术界并不一致认为这里指的是耶稣。然而，苏维托尼乌斯的混淆也说明了这并不是基督教的篡改，因为基督徒文士不会混淆犹太人与基督徒。
大多数学者认为，这个文献所提到的骚乱是由于基督教在罗马的传播。然而，学者对于苏维托尼乌斯这个记载的价值是有分歧的。一些学者，如Craig A. Evans，John Meier和Craig S. Keener，认为这可能指的是耶稣。而其他学者，如Stephen Benko和H. Dixon Slingerland，认为这个文献没有太多历史价值。
Menahem Stern认为苏维托尼乌斯在这里指的绝对是耶稣；因为如果他想指一个不知名的鼓动者，他会对在Chrestus前添加“某个”。

#### 塔木德

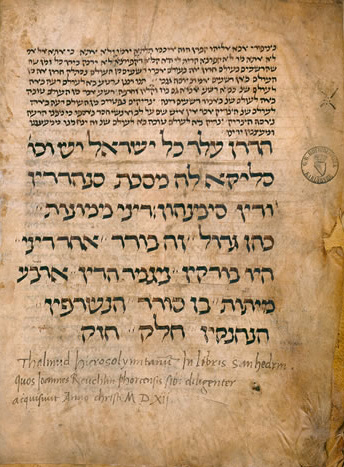
十二世纪Reuchlin Codex 塔木德中Sanhedrin的一页

在少数情况下，巴比伦塔木德可能提及耶稣，使用的词语是“Yeshu”，“Yeshu ha-Notzri”，“ben Stada”和“ben Pandera”。其中某些提到耶稣的地方可以追溯到坦拿时期（公元70-200）。在某些情况下，人们不清楚这些地方提及的是耶稣还是其他人，而且学者们持续地讨论它们的历史价值，以及弄清究竟哪些地方提到的是耶稣。
罗伯特·范·沃斯特指出，犹太文献很少提到耶稣，这并不奇怪，因为在一世纪耶稣并不是一个犹太人的突出问题，当耶路撒冷在70年被毁灭后，犹太学者侧重于保存犹太教本身，而不是更多地关注基督教。
罗伯特·艾森曼（Robert Eisenman）认为，从词源学的角度来看，从“ha-Notzri”中推导出拿撒勒的耶稣是不可能的，因为它指的是“the Natzirite”而不是“拿撒勒人”。
范·沃斯特指出，虽然“塔木德”这些地方提到的究竟谁仍然是个有争议的问题，但在Sanhedrin 43a（通常被认为是拉比文献中提到耶稣的最重要出处）中，可以肯定这里说的是耶稣，这不仅可以从文献本身看出来，而且可以从它的背景看出来；毫无疑问，它指的是拿撒勒耶稣之死。克里斯托弗·塔克特（Christopher M. Tuckett）指出，如果Sanhedrin 43a提到的是拿撒勒的耶稣之死，那么它提供了耶稣在历史中存在和被处决的证据。

安德烈亚斯·科斯滕伯格认为，这段文字是关于耶稣在逾越节被审判和处决的坦拿时代的记载，并且很可能早于塔木德其他提到耶稣的地方。这段文字反映了对拉比对耶稣的敌意，我们可以从以下的文字看出来：
据教导：在逾越节前夕，他们吊死了Yeshu，传令员提前四十天宣称：“[Yeshu]因为从事巫术，引诱和迷惑以色列人，他将要接受石刑，谁能够清洗他的罪请站出来，免除他的罪。”但没有人为他免罪，他们在逾越节的前夕将他吊死。
 
彼得·沙菲尔（Peter Schäfer）表示，毫无疑问，在塔木德中处决耶稣的叙述指的是拿撒勒的耶稣，但他指出，这里所讨论到的拉比文献并不是坦拿时期的，而是来自后来的Amoraic时期，它可能已经参考基督教的福音书，而且写作的目的可能是回应福音书。巴特·艾尔曼（Bart Ehrman）和马克·鲍威尔（Bart Ehrman）分别指出，鉴于塔木德的这处文献出现得相当晚，它关于耶稣教义或行为的历史信息并不可靠。
在二世纪早期的拉比文献（Tosefta Hullin II 22）的另外一个地方，提到拉比Eleazar ben Dama被一条蛇咬伤，但拒绝另一个拉比以耶稣的名义医治他，因为这违反了律法，最后拉比死了。这段文字反映了早期犹太人反对耶稣的态度，即，认为耶稣的神迹是来源于魔鬼能力。
Eddy和Boyd虽然质疑塔木德几个提到耶稣的地方的历史价值，但他们指出，塔木德对研究历史中的耶稣的意义是：它从来不否认耶稣的存在，但指责他的巫术，从而间接证实了耶稣的存在。R. T. France和Edgar V. McKnight分别认为，塔木德关于耶稣的说法（这些说法基本都是消极的）与基督教之间分歧表明，它们说的都是一个在历史中存在的人。]克雷格·布隆伯格（Craig Blomberg）表示，否认耶稣存在从来不是犹太传统的一部分，相反，犹太传统指责他是巫师和魔术师，这也体现在其他来源中，如 塞尔苏斯。安德烈亚斯·科斯滕贝格尔表示，从塔木德提及耶稣的所有地方中可以得出一个总体结论：耶稣是一个历史人物，其存在从未被犹太传统所否认，相反，这个传统所做的是极力诋毁他。

### 次要来源
小普林尼（约 61 - c. 112)。大约112年，Pontus和Bithynia的省长小普林尼写信给皇帝图拉真，讨论如何处理基督徒，因为他们拒绝敬拜皇帝而敬拜“Christus”。查尔斯·吉尼伯特（ Charles Guignebert）并不怀疑福音书中耶稣在1世纪居住在加利利，但他仍然拒绝接受这封信可以证明耶稣的历史性。
Thallus。Thallus的生平罕为人知，也没有留下什么作品。据说他写了一本大约从公元1世纪中期到后期的历史书，优西比乌提到了这本书。大约在221年，朱利叶斯·乌鲁斯（Julius Africanus）提到了Thallus在他的历史书第三书中所说的黑暗时段，并将这个黑暗时段与三个福音书中所描述耶稣被钉十字架上的黑暗时刻联系起来。人们并不知道Thallus是否提到了十字架事件，如果他提到了，那将是最早对福音书记载的十字架事件的非经典的参考文献，但它仍旧不能完全用来确定耶稣的历史性。人们通过这样的方式确定Thallus作品的时期：Thallus写到一个发生在第207届奥林匹克运动会（公元49-52）期间的一个事件，这意味着他在那个日期之后，而不是在那个日期左右写作的。但由于文本已经腐烂，这个数字可能是错误的，根据腐烂文本的数字推测，Thallus有可能在第217届奥林匹克（公元89-92年），甚至第167届奥林匹克（公元前112-109年）之后写作的。同时，他最先被Theophilus在公元180年左右引用到，这意味着Thallus在公元前109年到公元180年之间写作。我们所知的是，Thallus提到了一次日食，而且，由于日食不可能在逾越节，这意味着Thallus根本不是在谈论耶稣被钉十字架。
Phlegon of Tralles, 约80 - 140。和Thallus一样，Julius Africanus提到一个名为Phlegon的历史学家（公元80-140年），他在公元140左右作一个历史记载。Africanus写道：“根据Phlegon的记载，在皇帝Tiberius统治期间，在全月时，发生了一次日全食，持续了六到九个小时”（Africanus，Chronography，18：1）。俄利根（Origen）是早期教会神学家和学者，出生于亚历山大，他也提到了Phlegon：“现在，我想Phlegon在他的编年史第十三篇或第十四篇中不仅认为耶稣能够知晓未来事件……而且也证明结果符合他的预测。”（Origen Against Celsus, Book 2, Chapter 14）“在大帝Tiberius统治时期发生了日食，那时产生了巨大的地震；在大帝Tiberius统治时期，耶稣也被钉十字架了……”（Origen Against Celsus, Book 2, Chapter 33）“耶稣活着的时候非常谦卑，他死后复活，向人展示了他被惩罚时留下的伤口，他的手被钉子刺穿”（Origen Against Celsus, Book 2, Chapter 59）。然而，在优西比乌的Chronicon（写于公元4世纪）中逐字逐句记下了Phlegon的话。“现在是第202届奥林匹克运动会（公元 32/33）的第四年，大日食发生在第六小时，它比之前任何一次都严重，白天变成如此夜晚的黑暗，人们能够看到天空的星星，Bithynia的大地在移动，Nicaea城许多建筑物都倒塌了。” Phlegon从来没有提到过耶稣或3小时的黑暗。他还提到日食，这不能发生在逾越节。除了他提到的这一年（这个数字可能已被腐化），这个描述符合公元29年发生在土耳其西北部的地震和日食。
克理索。克理索在2世纪后期写作了史上首部系统批评基督教的书。克理索的原著没有流传下来，但在三世纪，教父俄利根 发表《驳克理索》反驳他的观点，我们是通过俄利根的回应而了解克理索的作品的。根据俄利根，克理索指责耶稣是个魔术师和巫师。虽然克理索的说法可能有意义，但却没有什么历史价值，因为作品原来的措辞已经无从考证。
死海古卷。死海古卷是第一世纪或更早的作品，它让人了解到耶稣时代某些犹太人的语言和习俗。诸如亨利·查德威克（Henry Chadwick）这样的学者看到新约和死海卷轴中记载的语言和观点是类似的，认为这有力地表明了新约描绘的是一世纪的事情，而不是后期的产物。然而，死海古卷和耶稣的历史性之间的关系一直是个具有高度争议性的话题，虽然新的理论持续出现，但是关于它们对耶稣历史性的影响并没有达成学术公式，虽然死海卷轴有助于理解一世纪的犹太传统。

### 有争议的来源
以下是有争议的历史来源，其历史价值有限，但是，它们至少证明了基督徒在一、二世纪中存在，它们为人熟悉和议论。
- 琉善（Lucian of Samosata）（生于公元115年）。琉善是著名的希腊讽刺家和游走的教师，其作品嘲笑耶稣的追随者，认为他们无知而轻信。[97][108]鉴于琉善对基督教传统的理解有重大不足和错误，他的写作不太可能受到基督教的影响。他的作品可以提供耶稣被钉十字架的独立证据。[97]然而，鉴于文本的性质是讽刺的，琉善可能已经修饰过他听来的故事，因此他的说法没有太高的历史可靠性。[108]
- 图拉真大帝（约53 - 117）。皇帝图拉真回答小普林尼的来信：“亲爱的小普林尼，在审查那些你指控的基督徒时，你采取了恰当的做法。因为，我们不可能把任一通则设置成一种死板的标准。我们不应该追究他们；但如果他们被谴责，证明有罪，那么他们将受到惩罚。基于这个保留意见，如果任何人否认他是一个基督徒并可作出证明（即，崇拜我们的神），那么即使他在过去被怀疑，也可通过悔改获得赦免。但是在任何检控中都不应该匿名地去指控。因为这既是一种危险的先例，也不符合我们时代的精神。
- 爱比克泰德（约55 - 135）。在他的作品"语录" 4.7.6和2.9.19-21 中提到了“加利利”的基督徒，虽然对此仍旧有很大争议。他写道：“因此，如果疯狂可以让加利利人产生对这些事物[死、失去家庭、财产]的[依赖]态度和习惯，那么，没有人能从理性的角度去认识万能而一无所缺的神创造了宇宙万物的道理。”（4.7.6）
- Numenius of Apamea。二世纪的Apamea可能隐约提到基督徒，甚至基督，这出现在论文的片段中，论文主要讨论院士和柏拉图之间的分歧点和The Good（论良善）一书。根据俄利根的Contra Celsum，iv.51, Apamea隐晦地提到了耶稣基督。[109]
- 盖伦 （约 129 - 200)。盖伦可能提到了基督和他的追随者；出处是：Galen, De differentiis pulsuum (On the pulse), iii, 3。这个作品列于 De libris propriis 5上，似乎属于公元176-192年，甚至可能是176-180年。“人们可能更容易教导摩西和基督的追随者新东西，而不能对顽固的医生和哲学家传授什么。”[110]

#### 雅各骨棺
这是一个1世纪的石灰石棺材，称为雅各骨棺，上面有阿拉姆语题字，“雅各，约瑟的儿子，耶稣的兄弟。”以色列文物局向以色列警方提出申诉，质疑该铭文的真实性。 2012年，骨棺的所有者被判无罪。法官裁定，骨棺铭文的真实性没有得到证实。有人认为这是伪造物。

## 来自基督教的来源
早期基督徒写了关于耶稣的各种书、回忆录和故事。最有名的是马太福音、马可福音、路加福音和约翰福音。这些福音书中的三本被认为是在耶稣死后50-70年内写成的：人们认为马可福音是最早写成的，而约翰福音是最后一个。布莱尼（Blainey）写道，留存下来的早期基督教所写的、最古老的记录是圣保罗的一封短信：给帖撒羅尼迦的第一信，它出现在耶稣去世后约25年。这封信虽然在讨论基督教于外邦人中发展的很重要，但对于了解历史中的耶稣生活却毫无意义。
巴特·叶尔曼, Robert Eisenman 等学者对传统基督教观点抱批判性的态度，他们在评估研究历史中的耶稣所涉及的问题时认为，福音书中充满了差异，它们在耶稣死后几十年中写成，写作者没有亲身见证过耶稣的生活。他们继而认为，福音书的创作者并不是由见证过耶稣的故事讲述者写成的，而是由不认识耶稣、没有看过他的作为、听过他的教导的人写成的，写作者甚至与耶稣说着不同的语言。他们写成的记录并不是中立的；这些记录由基督徒叙述而成，他们真的相信耶稣，因此不可避免地带着偏见去讲故事。叶尔曼指出，福音书文本内部是非常不一致的，在关于耶稣的细节和大体形象上充满了差异和矛盾。

### 保罗书信

#### 概论

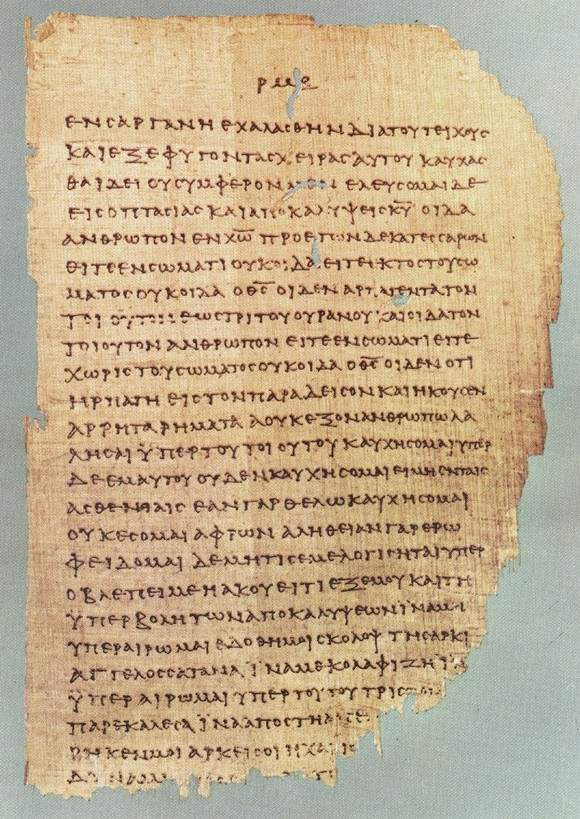
Papyrus 46哥林多后书的一页，约公元200年。

在所有基督教资料来源中，即使忽略了所有其他文本，保罗书信仍旧可以提供关于耶稣的信息。 这些信息并不包含对耶稣生平的记叙，而是将耶稣看成是一个具体存在的人，在他钉十字架后加上了一些独特的元素。这些信息来自保罗书信，它们真实性是无可争议的。保罗不是耶稣的伴随者，他声称自己信息来自耶稣死后赐给他的圣灵。
在十三封保罗书信中，几乎所有学者都认为其中七封是真实的，而剩下的一般被认为是伪书。七封无可争议的书信（及其大致日期）是：帖撒罗尼迦前书（约公元51年），腓立比书（约公元52-54年），腓利门书（约公元52-54年），哥林多前书（约53-54），加拉太书（约公元55年），哥林多后书（约公元55-56）和罗马书（约公元55-58年）。这些书信的真实性几乎被所有学者接受，并且它们被早期的作者，如俄利根和优西比乌所引用和解释。
由于保罗书信的一般时间是公元50 -60年，因此，它们是最早留存下来的基督教文本，其中包含着关于耶稣的信息。这些书信大约写在耶稣公认的死亡时间（公元30-36年）后大约二十至三十年内。这些书信是保罗与耶稣的门徒相遇时写的，如加拉太书1:18说，在皈依基督的几年后，他去了耶路撒冷，与使徒彼得共处了十五天。在这段时间里，保罗和耶稣的弟弟雅各争论耶稣福音的性质，主要围绕遵守犹太人在饮食和割礼规定的重要性展开，因为这些都是确定犹太身份的重要特征。
保罗书信的目的不是为了讲述耶稣生平故事，而是阐述基督教教义。保罗认为，比起耶稣在世的生活，他的死亡与复活的神学更为重要，这是贯穿在保罗作品中的主题。然而，保罗信件清楚地表明，对于保罗，耶稣是一个真实的人（為女子所生，加拉太书4：4），他有门徒（哥林多前书15：5），被钉十字架（如哥林多前书2：2和加拉太书3：1），并从死里复活（哥林多前书15：20，罗马书1：4和6：5，腓立比书3：10-11）。这些书信反映了早期外邦人基督教会中的普遍观念，即相信耶稣存在、被钉死在十字架，并从死里复活。
保罗对耶稣的提及并不证明耶稣的存在，但却证明了在耶稣死后的二三十年后的早期基督教会中将耶稣的历史存在看成了一种常识（包括耶路撒冷的基督徒团体，因为信中提到在那里的聚会），因为在那时，认识耶稣的人可能还活着。

#### 具体出处
人们普遍认为保罗的七个书信包含了以下信息，它们通常和别的历史元素一起，用于研究耶稣的历史性：

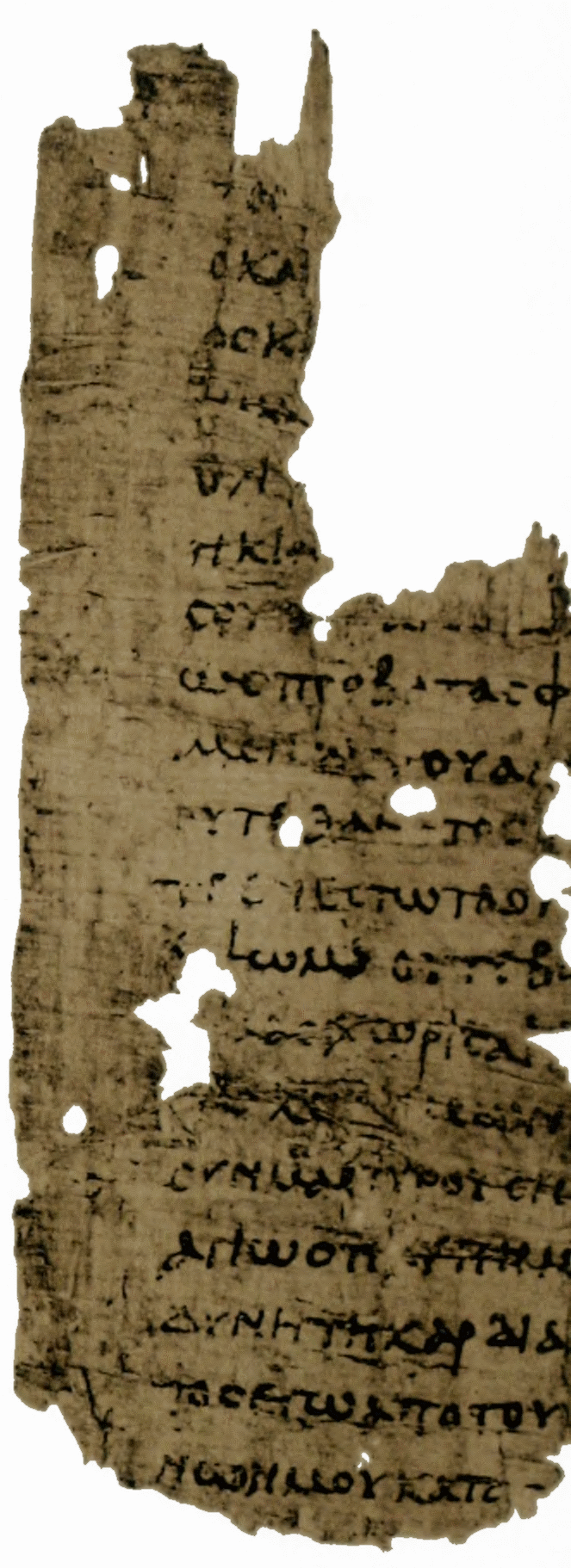
三世纪初的《罗马书》，来自Papyrus 27。

- 耶稣的存在：在保罗看来，耶稣存在过，是一个犹太人。加拉太书4：4中说，他“由女子所生”，罗马书1：3说他根据律法所生[7][119][133] 一些学者，如保罗·巴尼特（Paul Barnett）认为，这表明保罗对耶稣出生情况有点熟悉，但学者们对此并不普遍认同。[129][134]然而，这些话表明保罗对被钉十字架之前的耶稣生活有一定了解和兴趣。[129]
- 门徒和兄弟：哥林多前书15：5说保罗知道耶稣有12个门徒，认为彼得是其中之一。[135][136]哥林多前书1:12进一步表明，在哥林多前书写作前，哥林多人都认识彼得，因为信中假定读者都熟悉彼得（矶法）。[137]哥林多前书15：5中表明，“十二”指代的是十二门徒，这在哥林多早期基督教会中是一个普遍熟知的概念，不需要保罗进一步解释。[138]加拉太书1:18进一步说，保罗认识彼得，大约在改信三年后，在耶路撒冷和彼得住了十五天。这也意味着彼得已经为加拉太人所知，不需要介绍。[139]哥林多前书9：5和加拉太书1:19说，耶稣有亲生兄弟，其中一个叫雅各，保罗曾认识或“看见过”他。[7][7][120][133] 早期基督徒作家，如俄利根和优西比乌，曾认为在耶稣死后，雅各是耶稣追随者的领袖，是耶路撒冷的第一位主教或主教之一。

- 背弃和仪式：源自哥林多前书11：23-25，耶稣被人背叛及设立了一些例如圣餐的传统，其中说：“我当日传给你们的，原是从主领受的，就是主耶稣被卖的那一夜，拿起饼来， 祝谢了，就掰开，说：‘这是我的身体，为你们舍 的。你们应当如此行，为的是记念我。’饭后，也照样拿起杯来，说：‘这杯是用我的血所立的新约。你们每逢喝的时候，要如此行，为的是记念我。’”
[7][133]
- 被钉十字架：保罗书信有几处提到耶稣钉十字架。哥林多前书11:23，哥林多前书2：2和加拉太书3：1等等。[7][133]耶稣的死形成了保罗书信的核心元素。[130]帖撒罗尼迦前书2:15将耶稣的死亡归于一些犹太人。[7][133]而且，在帖撒罗尼迦前书第2章14-16节说，犹太人“杀了主耶稣和先知，又把我们赶出去”的话，这表明耶稣的死与保罗被迫害大致属于同一时间。[140]

- 埋葬：哥林多前书15：4和罗马书6：4说耶稣死后被埋葬（但没有提到坟墓）。[133]然后，基于复活神学保罗用该叙述进行衍绎，不仅为反映当时所普遍相信的耶稣在死后埋葬。[141][142]

保罗书信提到耶稣的地方被G. A. Wells批评，他是否认耶稣历史性运动所拥护的领导者。在G. A. Wells否认耶稣的存在时，他批评保罗书信没有提到诸如施洗约翰、犹大或耶稣的审判，因此得出耶稣不是一个历史人物。
詹姆斯·邓恩（James D. G. Dunn ）回应了G. A. Wells提出的问题，认为没有其他学者会认同这样的观点；大多数学者关于保罗没有信中记叙耶稣生活有一些合理的解释：因为这些书信主要是宗教文件而不是关于耶稣生活的编年史，而且，当时耶稣的生活在早期教会中是众所周知的。James D. G. Dunn 表示，不管G. A. Wells如何解释，耶稣不存在的理论是一条“彻底死胡同”。
虽然G. A. Wells不再否认耶稣的存在，但他对邓恩作出了回应，认为不仅保罗对耶稣生活保持沉默，所有早期基督教作者也是如此，并且他对早期基督教文本的可信性表示怀疑，仍坚持耶稣的存在对保罗而言可能已经是好几十年前的事。

#### 保罗前的信条
保罗书信有时提到信条，这些信条早于他的作品。例如哥林多前书15：3-4写道：“当日所领受又传给你们的，第一就是：基督照圣经所说，为我们的罪死了，而且埋葬了，又照圣经所说第三天复活了”。罗马书1：3-4紧接在罗马书1：2之后对其加以参照，其中提到当时的福音，实际上，其可视为早前已有的信条。
在哥林多前书15:11中能有力地确定一个保罗之前的信条。
不拘是我，是众使徒，我们如此传，你们也如此信了。
这里保罗提到在他之前宣讲信条的人。James Dunn 表示，哥林多前书15：3表明，在30年代左右保罗得知几年前耶稣的死。
因此，保罗书信中包含着在保罗之前的基督教信条的元素。许多圣经学者将信条的时间定位在耶稣死后不到十年，源自耶路撒冷的使徒团体。关于这个信条，Campenhausen写道：“这个说法符合了所有历史可靠性的要求，这样的文本完全是具有历史真实性的。”而A. M. Hunter则表示，“这段话因此独特地保留了早期的真实证词。它符合所有历史可靠性的合理要求”。
这些信条出现耶稣死后的几年内，在耶路撒冷基督徒社区内发展出来。虽然它们嵌入在新约文本中，但这些信条是早期基督教的独特资料来源。这表明在耶稣死后几年中以及在保罗书信写作之前十年中，耶稣的存在和死亡是基督徒信仰的一部分。

### 福音书

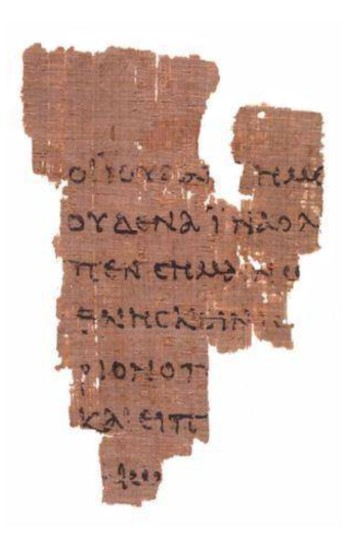
P52, codex中的一份纸莎草纸残篇（约90–160），已知的最早新约版本手稿之一。

四部正典福音书，《马太福音》，《马可福音》，《路加福音》和《约翰福音》，是耶稣生平传记的主要资料来源，它们记载了他的教导和行动。其中前三本福音（马太福音，马可福音和路加福音）被称为对观（synoptic）福音，synoptic来自希腊语的σύν（syn、“together”、对、一起）和ὄψις（opsis、“view”、观、看），这是因为它们在内容、叙事安排、语言和段落结构中显示出高度的相似性。第四个经典福音（约翰福音）的表述与前三个不同，它具有更多的议论性质，而不是遵循叙述性的格式。学者普遍同意，在对观福音书和约翰福音书之间找不到任何直接的文献关系。
新约作者通常对耶稣的精确年表没有什么兴趣，也没有兴趣将他生活的时代与世俗历史同步。在早期基督教中，福音书写作的目的主要是作为宗教信仰文献，耶稣生活的时间是次要考虑。福音书是宗教信仰文献而不是历史编年史的一个表现是，它们用三分之一的长度来写发生在七天内的事情，即耶稣在耶路撒冷的生命最后一周。虽然福音书没有提供足够的细节来满足现代历史学家关于确切日期的要求，但学者们已经使用它们重建耶稣形象。 然而，正如约翰福音21:25中所说，福音书并不声称自己提供了耶稣生命事件的详尽记载。
学者对福音书的历史可靠性有不同程度看法，几乎所有现代学者都认为耶稣受洗和被钉十字架是历史事实。如艾德·帕里什·桑德斯和Craig A. Evans分别进一步假设在福音书中另外两个事件在历史上是真实的，即耶稣召唤门徒，并在圣殿中带来争议。
自从“奥古斯丁假设”（Augustinian hypothesis）出现后，学者们继续辩论福音书写作的顺序，以及它们如何相互影响，并且在这方面提出几个假设。“马可福音优先性”的假设认为，马可福音是第一个写成的福音，大约写于70年。在这种假设中，马太福音被放置在这个日期后的某个时间，而路加福音被认为写于70到100之间。然而，根据另一个重要的、更受欢迎的“Q来源假设”，这些福音书不是独立写的，而是都参考了一个称为Q的文献来源而写成的。“两源假设”随后认为马太福音和路加福音的作者参考了马可福音以及Q来源。
福音书中有三条独立的主线：从文本角度看，它有一条文学主线；它具有一条历史主线，能够观察基督教如何从犹太教内的更新运动开始并最终与犹太教分离的；最后一条是宗教信仰主线，它讨论了基督教教义。从历史角度来看，福音书不仅是可以独立地确定耶稣存在的文献来源，而且他们的内容能与非基督资料来源和历史背景进行比较和对比，以得出耶稣历史性的结论。

### 早期教父书信

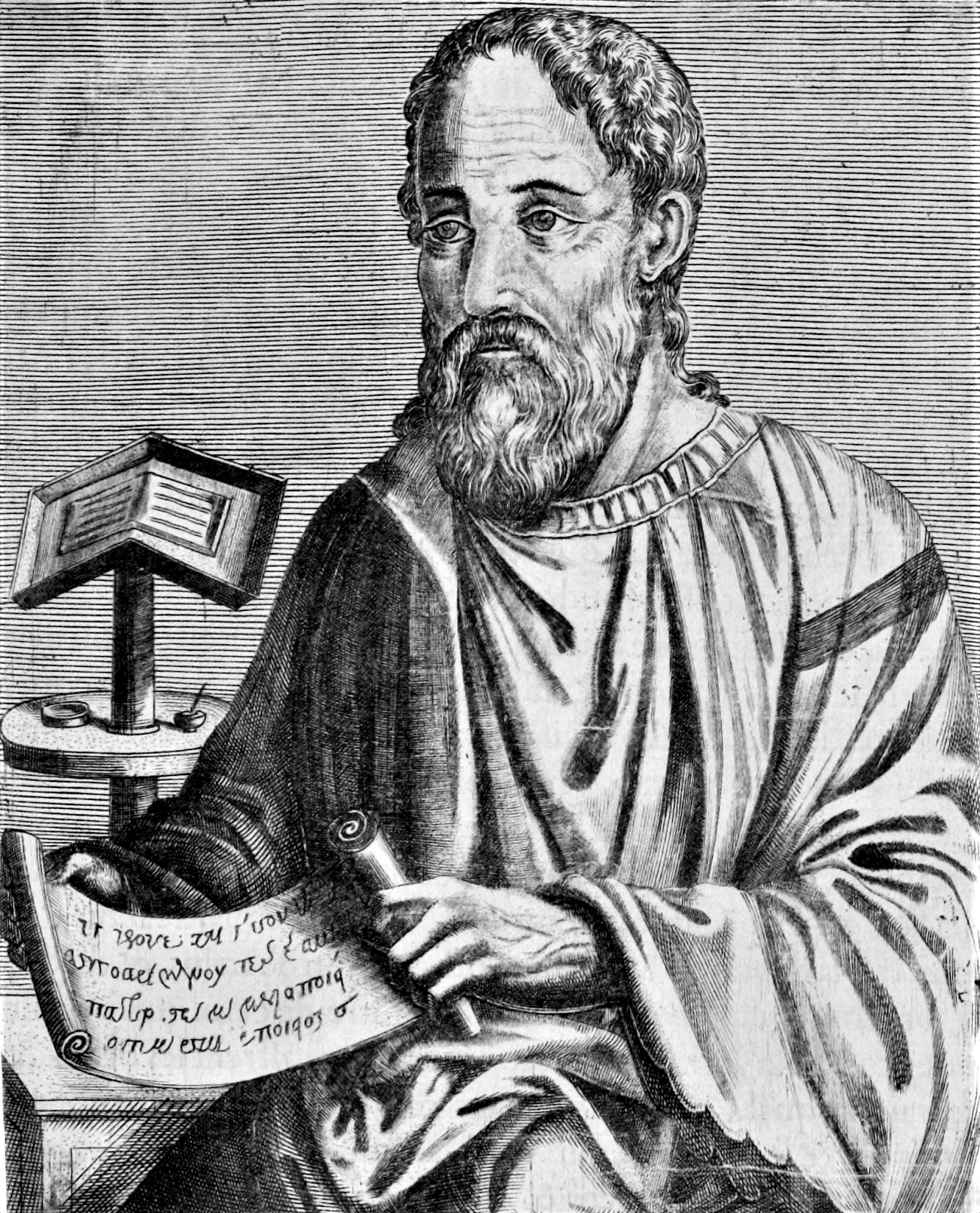
凯撒利亚的优西比乌

凯撒利亚的优西比乌在4世纪记载了两处教父资料来源可能提到对耶稣的见证，它们是帕皮亞和雅典主教夸德拉图斯的作品。
帕皮亞的作品没有流传下来，但优西比乌引用了他的话说：
“...如果有人关注长老的教导，它们都应该来找我，因为我曾搜寻过这些长老的话——也就是安得烈、彼得、腓力、菲利普、多马、雅各、约翰、马太、和其它主的门徒的话，也听过主的门徒阿里斯顺（Aristion）和长老约翰的话。
理查德·鲍克汉（Richard Bauckham）表示，虽然帕皮亚是在收集他的信息（约90年），但耶稣的门徒阿里斯顺（Aristion）和长老约翰仍然活着，他们在小亚细亚教学，帕皮亚从认识他们的人那里收集信息。然而，“约翰长老”的确切身份取决于约翰福音的作者是谁，学者对此有不同意见。例如杰克·格兰根（Jack Finegan）表示，优西比乌可能误解了帕皮亞写的话，约翰长老可能不同于第四福音书的作者，但却仍是耶稣的门徒。另一方面，Gary Burge看到优西比乌的混乱，认为约翰长老和使徒约翰不是同一个人。
夸德拉图斯（又译 夸达徒）（Quadratus）（可能是第一位基督徒护教者）给皇帝哈德良（ 在位时间117 - 138）的信可能写于较早的日期，优西比乌在他《教会史》 4.3.2中记载了他的话：
“我们救主的话流传到现在，因为这些话是真实的：那些被医治的人，那些从死里复活的人，那些被主医治或复活而且一直活到当下的人，他们不仅在我们的救主在世时活着，而且也在他离开后相当长一段时间中活着，他们中的一些人甚至活到我们的时代。”
夸德拉图斯说的“我们的救主”是指耶稣，这封信最有可能写在公元124年。鲍克汉表示，“我们的时代”可能指的是夸德拉图斯的早年生活时期，而不是他写信时（117-124），他那时与帕皮亚处于同一时代。鲍克汉表示，夸德拉图斯这句话的重要性在于他强调了那些与耶稣互动的人“见证”了耶稣。这种“见证”在早期基督教作品中大量存在，特别是托名的基督教伪经、福音书和使徒书信，这能增强其可信性。

### 诺斯底和伪经文本
许多后期的基督教文本通常可以追溯到二世纪或更晚，它们称为新约伪经，其中诺斯底福音书最近引起学者的兴趣。1945年发现的拿戈瑪第經集吸引了大量学术兴趣，许多现代学者研究了诺斯底的福音书，出版了相关著作。然而，21世纪学者的大致趋势是：虽然诺斯底福音书可以揭示早期基督教信仰的进展，但对于研究耶稣的历史性帮助不大，因为它们是相当晚作品，通常由教导组成（而不是叙述，类似于假设的Q文档），它们的真实性和作者仍然是可疑的，它们的各个部分都依赖于新约的内容。 现代对历史中的耶稣研究远离了诺斯底著作，而较为关注在犹太、希-腊罗马和经典的基督教信息来源之间的比较。
例如巴特·叶尔曼指出，诺斯底文献中的托马斯福音（拿戈瑪第經集的一部分）对于研究历史中的耶稣几乎没有什么价值，因为福音书的作者不重视耶稣的亲身经验（如被钉十字架）或信徒的真实存在，而只对稣的秘密教导而不是任何真实事件感兴趣。同样，约翰伪经（也是拿戈瑪第經集的一部分）在研究二世纪盛行态度和关于启示录作者的问题上很有帮助，因为它提到启示录1:19，但是，在大多情况下，关于耶稣升天后的教导是异象描述，而不是对他生活的记述。一些学者，如爱德华·阿尔纳尔（Edward Arnal）认为，托马斯福音对于理解耶稣的教导如何在早期基督徒中传播是有用的，并且它能揭示早期基督教的发展。
在伪经和经典的基督教著作中，耶稣话语之间存在重叠，而那些不在经典文本中的话语被称为agrapha。存在着至少225个agrapha，但大多研究它们的学者对于大多agrapha的真实性持消极结论，并认为它们对于研究历史没有什么价值。罗伯特·范·沃斯特指出，绝大多数agrapha是绝对不真实的。学者在真实的agrapha的数量上有分歧，有学者估计，只有少于7个真实的agrapha，而一些学者估计真实的agrapha数量至少有18个，这都说明了agrapha没有太多价值。虽然关于agrapha的研究在继续，一般学者认为，它们对于研究耶稣的历史性没有太多帮助，因为它们的来源往往不确定，而且几乎都是后期产生的价值较低的文献。